# Biblioteca de Palafrugell

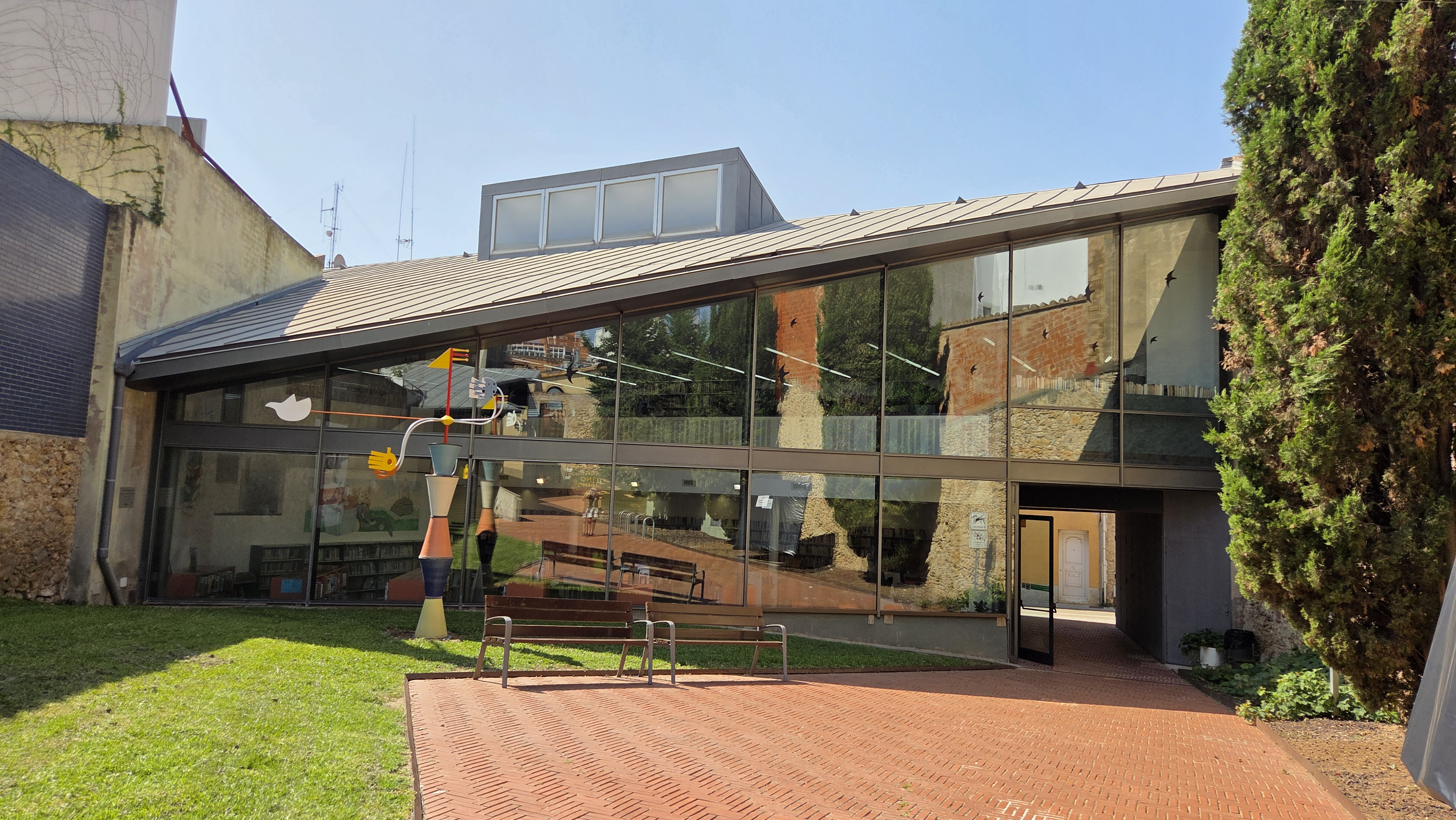
Pati de la Biblioteca de Palafrugell

La Biblioteca de Palafrugell, coneguda anteriorment com a Biblioteca Popular de Palafrugell (1938), és una biblioteca pública situada al municipi de Palafrugell. Va ser inaugurada el 2001 en l'edifici que havia estat seu de la cooperativa de consum l'Econòmica Palafrugellenca (1865 – 1992), al centre de la ciutat. Part del fons documental més antic es conserva a l'Arxiu Municipal de Palafrugell.

## Edifici

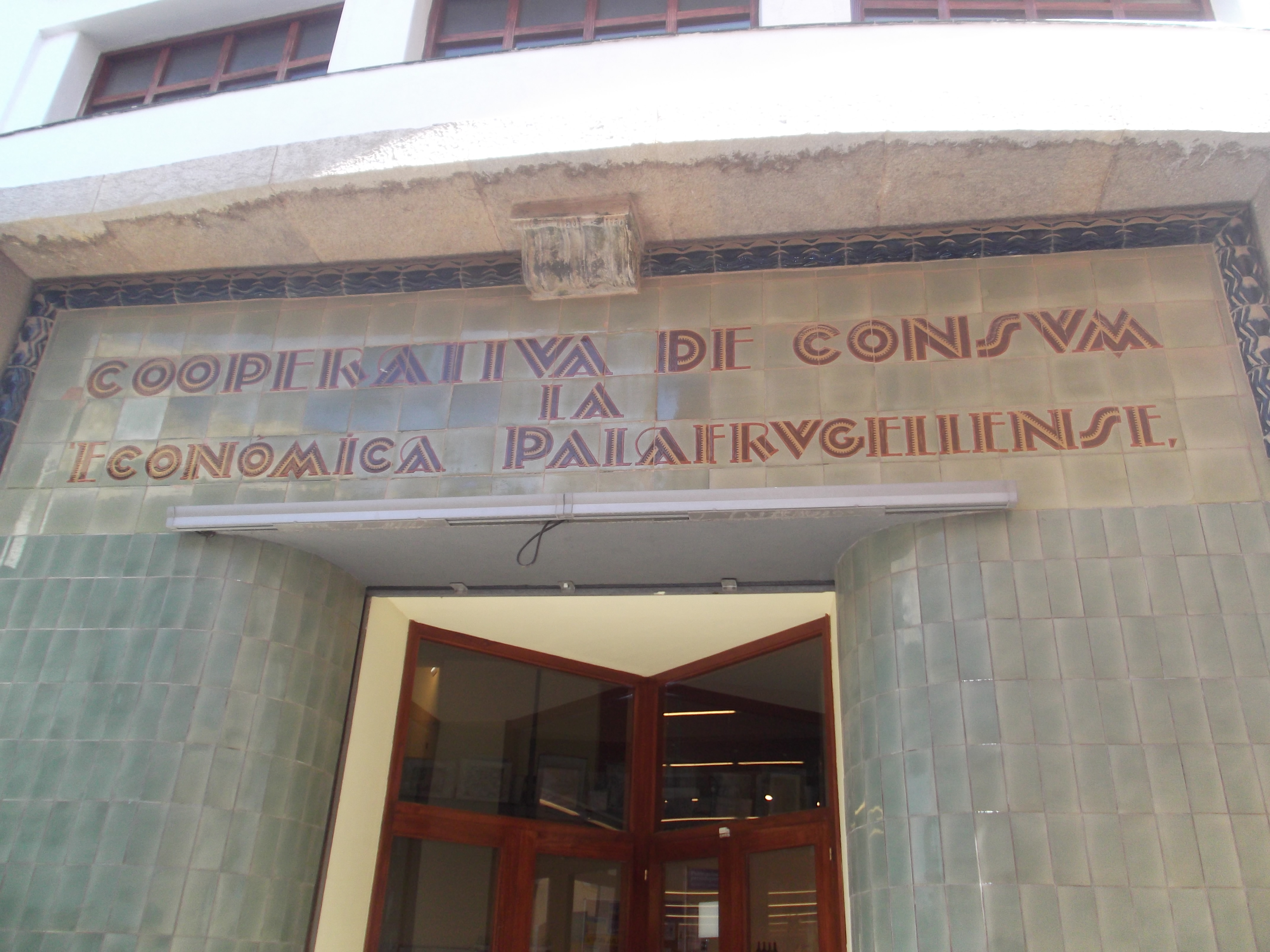
Paret lateral de l'edifici de la Biblioteca de Palafrugell, on es llegeix el nom de la cooperativa de consum

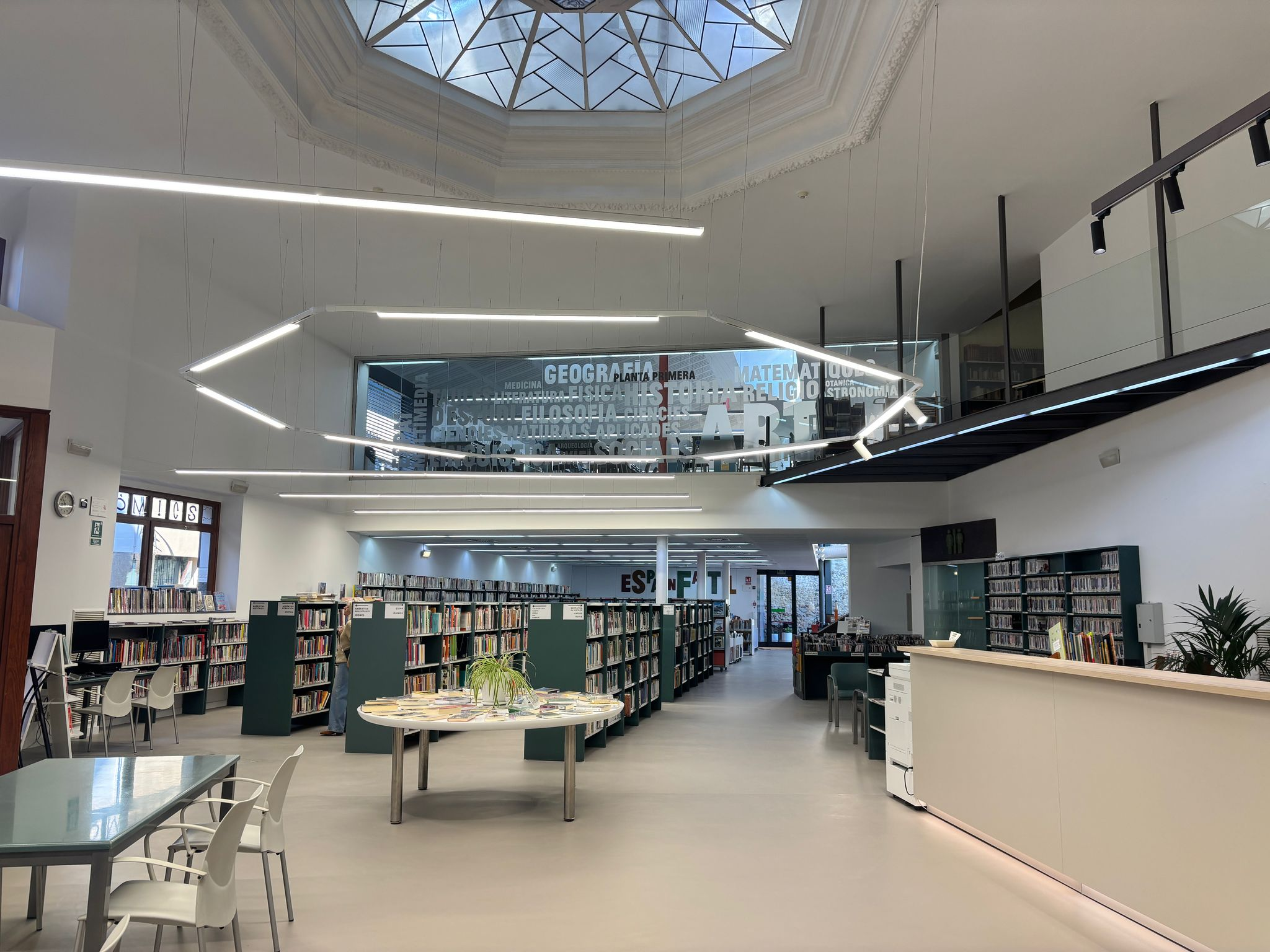
Vestíbul de la Biblioteca de Palafrugell

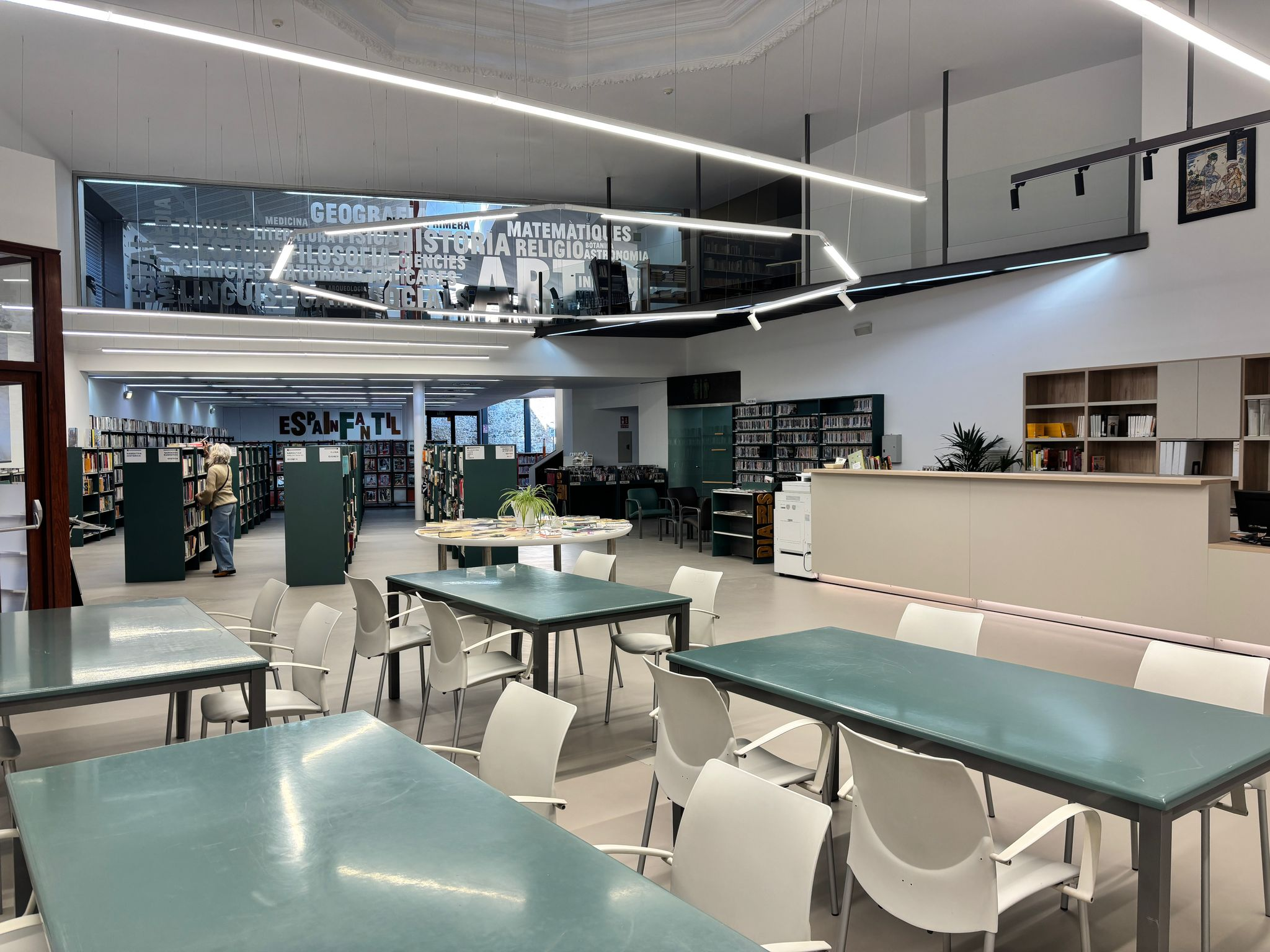
Planta baixa

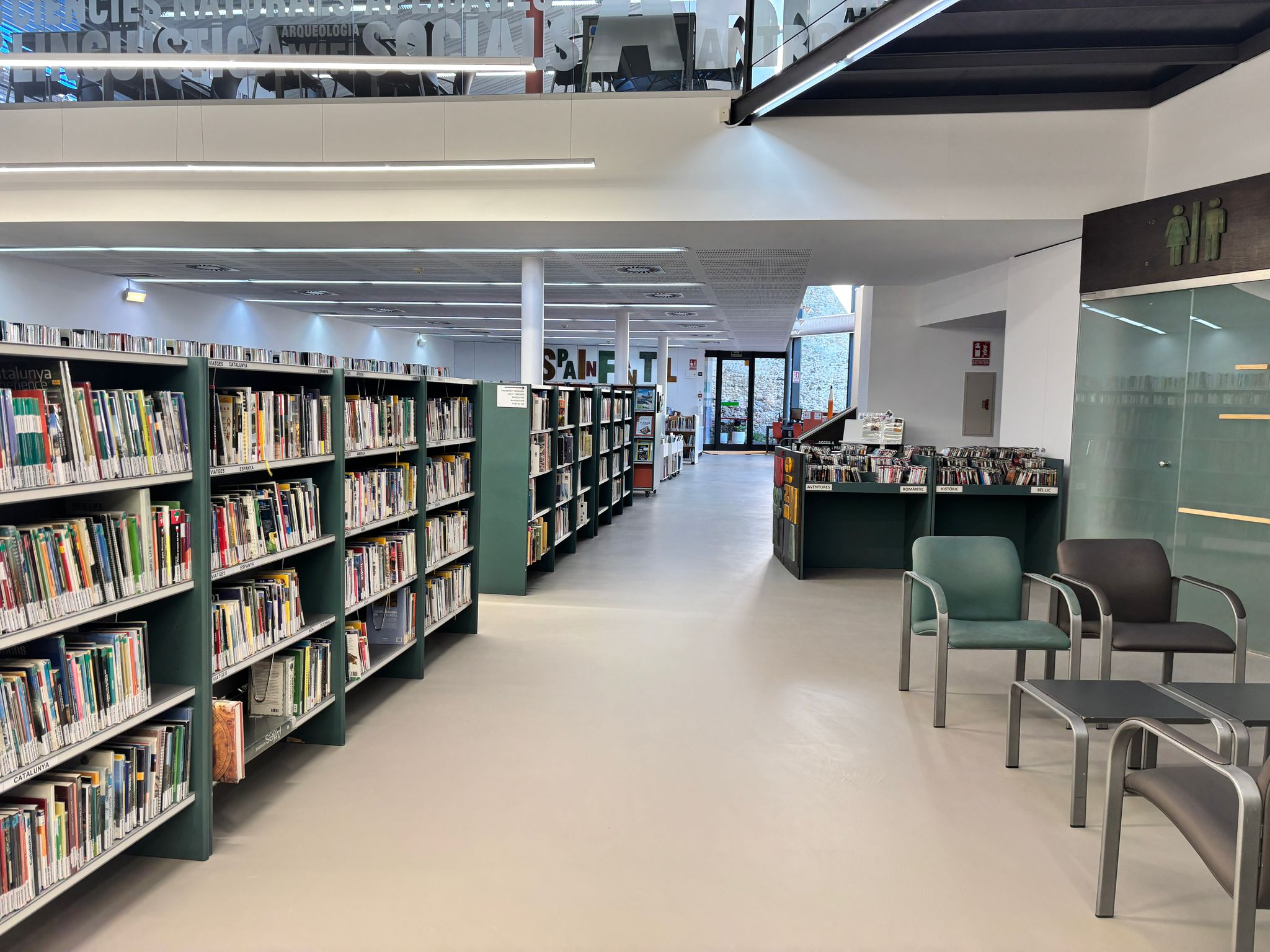
Interior de la biblioteca

L'edifici que actualment acull la Biblioteca de Palafrugell va ser la seu de la cooperativa de consum l'Econòmica Palafrugellenca, fundada l'any 1865. Va ser la primera cooperativa d'aquest tipus a les comarques gironines i la tercera a l'Estat espanyol. L'entitat va romandre activa fins al 1992, amb més de 125 anys d'història. L'edifici, una obra noucentista de l'arquitecte Rafael Masó i Valentí, està protegit com a bé cultural d'interès local.

## Història
Al darrer terç del segle xix, en una època de bonança econòmica, hi va haver la voluntat de tirar endavant una biblioteca pública de Palafrugell, tot i que la proposta no prosperà. Malgrat la dictadura de Primo de Rivera, el final dels anys 1930 va suposar un important període per la cultura palafrugellenca amb una generació entusiasta de components com Josep Pla o Josep Martí i Clarà. Així, en aquesta situació revifà la reivindicació de nous espais culturals.
El desembre de 1930 l'alcalde, industrial i filantrop Joan Miquel i Avellí va fer una donació al municipi de sis mil pessetes amb la finalitat de construir un nou edifici destinar a allotjar l'Escola d'Arts, Indústries i Idiomes, la Biblioteca Pública i una Casa de Cultura. Finalment, el 14 d'abril de 1932, com un dels actes commemoratius del primer aniversari de la proclamació de la Segona República Espanyola, es va col·locar la primera pedra de l'edifici situat al carrer de la Tarongeta amb la presència de Joan Casanovas i un important nombre de ciutadans. L'arquitecte fou Emili Blanch i Roig, el qual dissenyà l'edifici més gran fins aleshores, d'estil racionalista. Les classes de l'Escola van començar el 2 de gener de 1935 i el 1936 es va obrir al públic la Casa de Cultura.
Després de diversos mesos per habilitar la biblioteca i catalogar els llibres, el diumenge 24 de juliol de 1938 es va inaugurar la Biblioteca Popular de Palafrugell amb la presència del President de la Generalitat de Catalunya Lluís Companys i el Conseller de Cultura Pere Pi-Sunyer i el 25 de juliol es va obrir definitivament al públic. A les darreries de la Guerra Civil Espanyola, la biblioteca va haver de tancar el 27 de gener de 1939 fins que l'1 d'abril, acabada la guerra, va passar en mans de la Diputació de Girona.
A la dècada del 1960 es va projectar una nova Casa de Cultura vora can Bech que es va obrir al públic l'estiu de 1967. L'edifici era lleugerament més petit que l'anterior i sense projecció de futur, cosa que va fer que ràpidament es quedés sense espai per disposar de més llibres.
El 20 d'octubre de 2001 un nou edifici per a la biblioteca va ser inaugurat a la seu de l'antiga cooperativa l'Econòmica Palafrugellenca amb un fons de més de 63.400 llibres. El 2014 va estrenar un espai polivalent en el seu pati interior que acull diverses activitats culturals, com exposicions i presentacions de llibres. L'edifici, dissenyat per l'arquitecte Jordi Casadevall, conté el fons artístic del projecte Arteca. L'espai de 102 metres quadrats és la seu de la Fundació Tom Sharpe.

## Arteca
Arteca és un servei pioner de préstec gratuït i d'exposició d'obres d'art d'artistes vinculats a Palafrugell amb l'objectiu d'impulsar la vida artística i cultural de l'entorn del municipi. Un servei similar a aquest ja s'experimentà a algunes biblioteques europees i és pioner a Espanya. El sistema consisteix en el fet que cada artista implicat hi exposa durant unes tres setmanes i, a canvi, dona una obra al seu fons d'art, consultable via web. El préstec, de trenta dies de durada, està disponible a qualsevol major d'edat amb carnet del Sistema de Lectura Pública de Catalunya.